# 日本の民話 (漫画)
『日本の民話』は『漫画アクション』にシリーズ連載された、水木しげるによる日本の漫画作品。

## 概要

水木しげるロードに設置されている「サラリーマン山田」のブロンズ像。

『日本の民話』と題されていたが、日本古来の民話などを題材にした作品ではなく、水木ならではの風刺や妖怪を主とする奇談の漫画シリーズである。また、本シリーズには水木作品の常連「サラリーマン山田（メガネ出っ歯の男）」が頻繁に登場するが各話の繋がりはなく、それぞれ1話完結で描かれている。
『漫画アクション』（双葉社）1967年8月10日号（創刊号）から1969年5月8日号まで連載。概ね月1回ペースで全20回掲載された。本シリーズは『漫画アクション』創刊時から連載されており、以降も『河童シリーズ』、『怪奇幻想旅行』と連載が続く。
単行本は連載終了後の1969年8月に双葉社の漫画アクション・コミックス『怪奇 日本の民話』として刊行。その後は各話単体で幾つかの短編集に収録され単行本は長らく再版されていなかったが、2006年に角川書店から『水木しげるのニッポン幸福哀歌(エレジー)』として文庫版が刊行される。

## 各話あらすじ

### 役の行者
1967年8月10日号
ある2人の男は、山で見つけた巻物について物知りじいさんに相談をすると、「役の行者」が残した秘法の巻物だと教わる。早速、巻物に書かれた秘法を試すと不思議な物体が生まれ、何処からともなくお金を運んで来ては、貧乏人に配り始めるのだった。

### 一つ目小僧
1967年9月7日号
男は、山の中の一軒家で「一つ目小僧」に出会い、未来が見えるという目を額に付けてもらう。三つ目になった男は競馬や株で大儲けをするが、次第に地獄のような未来ばかりを目にして人生に絶望する。男は現在だけ見えれば良いと、一つ目になる決意をする。

### 貧乏神
1967年10月5日号
長年の貧乏神研究が実り、男は遂に「貧乏神」を追放する方法を発見する。男は嬉々として「貧乏神おい出し」の看板をかけ、貧乏に悩むお客を診るようになる。だが、貧乏神を追い出す手術は失敗してしまい、貧乏神は逆に男に乗り移ってしまう。

### 猫の町
1967年11月2日号
やたらと猫が多い町に住む多吉は嫁のきてが無かったが、不意に山田未亡人との縁談があり婿入りする。だが、多吉は山田未亡人の正体が妖怪「猫又」である事を知り、死んでしまう。その後、多吉は猫に転生し、町には新たな猫が1匹増えるのだった。

### 離魂術
1967年11月9日号
山田は、稲荷神社の老狐から「離魂術」を教わり、魂を抜くことに成功する。魂となった山田は自由に移動できるようになるが、何も触ることが出来ず体がすり抜けてしまう。しかも、山田の魂が抜けた肉体には老狐が入り込み、山田として生活を始めていた。

### 人面草
1967年12月7日号
ある漁夫の男は無人島で見つけた「人面草」を持ち帰るが、飼い猫のタマが食べしまう。すると、タマの顔に「人面草」と同じ顔をした腫れ物ができ、男は気味が悪くなりタマを殺す。その際に男は額を噛まれ、その傷にタマと同じ腫れ物が出来るのだった。

### 小豆洗い
1968年1月4日号
妖怪保存協会の山田は、妖怪「小豆洗い」に人間の文明を教え、幸福にしてやろうと目論む。しかし、文明を見せられた小豆洗いは「排気ガスに汚染された街」「新鮮では無い食べ物」「視覚や欲望を刺激するだけの写真やテレビ」に、うんざりして帰ってしまう。

### 幽霊屋敷
1968年1月11日号

1963年の貸本漫画『手袋の怪』を雑誌向けに書き直した作品。
怪奇劇画家の三木は、家族と一緒に閑静な武蔵野に転居する。すると間もなく、家の中に「手」が現れるようになり、妻と子供は恐怖する。三木は「手」を捕まえようと画策するが失敗し、遂には「手」に屈する。そして、三木は「手」の指示通りに原稿を書き始める。

### 影女
1968年2月1日号
山田は京都支店勤務を命ぜられ都落ちし、古い下宿屋で暮らすことになる。ある夜、山田と同居人の猿取は部屋で幽霊を捕獲、調べると「影女」という妖怪だった。山田は影女を開放してやると感謝され、日々の炊事・洗濯などを影女がしてくれるようになる。

### 雨女
1968年3月7日号
ある老人は山奥で無人の家を発見し、そこで生活を始める。すると、雨の日の度に謎の女性（実は妖怪「雨女」）が家を訪れるようになり、老人と関係を持つようになる。だが、なぜか2人はその度に若返ってゆき、遂に老人は青年、雨女は赤ん坊になってしまう。

### 帰って来た男
1968年4月11日号
山田は死神の手違いで死んでしまったが、自分の存在できる場所があれば再生できると知らされる。早速、山田はそれを証明するため霊の状態で現世に戻る。しかし、家族も同僚も山田が死んだことを寧ろ祝福しており、山田の帰る場所はどこにもなかった。

### 島
1968年5月30日号
突然現れた「エベスさん」と「大黒さん」は、人間の欲望が全て満たされた島「幸福の島」を作り、とりあえず百人を入島させる。人々は欲望が何でも叶う生活に喜ぶが、次第に空しくなり島を去る。不満に満ちた現世こそ極楽だったのかもしれないと。

### 大人物
1968年8月8日号

1963年の貸本漫画『大人物』を雑誌向けに書き直した作品。
夫婦2人暮らしのある男は、40年の研究で遂に「死者をよみがえらせる方法」を発見し「西郷隆盛」を呼び出す。夫婦は西郷にお金を儲けてもらおうと目論むが、大食漢な上にスケールが大きすぎて扱いあぐねる。我慢の限界を迎えた妻は、西郷を死者に戻してしまう。

### 打ち出の小槌
1968年11月21日号
あるサラリーマンの男は部屋に落ちていた小槌にお願いをしてみると、願望どおりにお金が手に入った。それ以来、男の生活は「打ち出の小槌」のおかげで一変し、高級品や妻子に囲まれた生活を送るようになる。だがそこへ、契約期間終了を告げる販売員が現れる。

### 管狐
1968年12月26日号
人生に不満を抱えるある男は「管狐」の力で理想の人物に入り込み、その人物の生活を体験できるようになる。だが、いざ体験してみると社長は病気がちで、くず屋は健康だが極貧生活、政治家も様々な問題を抱えており、結局は元の不満に満ちた生活が一番だと考えるようになる。

### ボヤ鬼
1969年1月16日号
山田は電車の中で隣にいた男から「ボヤ鬼」の卵を付けられる。ボヤ鬼は山田の"ぼやき"を栄養源として孵化し、日ごとに数を増やしていく。そして、大群となったボヤ鬼は山田を支配してしまい、不満を持っていそうな人を見つけてはボヤ鬼の卵を付けてゆくのだった。

### 時の神
1969年2月13日号
山田は花子と結婚するために1億円が必要になり、自暴自棄に有り金を全て祠に入れてしまう。すると「時の神」が現れ、山田以外の時を10年間止めてくれる。山田は時が止まった世界で、銀行からお金を盗み続け10億円まで貯めるが、その間に別人の様に老け込んでしまう。

### ぬっぺふほふ
1969年3月13日号
漫画家の鬼木は、事故の影響で妖怪「ぬっぺふほふ」が見えるようになり、手袋を毎月与えることを約束する。やがて、約束を忘れた鬼木は漫画家として多忙期を迎えるが、間もなく過労で死んでしまう。約束を忘れるから"成功死"させてやったと、ぬっぺふほふは喜ぶ。

### 梅干し
1969年4月3日号
山田は妙な梅干しの作用で女性と知り合い、深い関係になる。しかし、その女性は他の人には見えず、山田は不信が募り部屋に護符を貼る。すると女性はたちまち消え始めるが、女性の最期の告白で、山田は他意なく本当に愛されていた事を知る。山田は悲しみと悔恨で一杯になるのだった。

### 異次元の色気
1969年5月8日号
山田と木村は、山で出会った「弁天さん」に一目惚れし、彼女を巡り争うようになる。さらに「寿老人」の入れ知恵で異次元の力が加わるようになり、木村は山田を出し抜き勝利する。だが、実は寿老人は弁天さんの恋人で、最後は2人とも消されてしまうのだった。

## 単行本
- 『水木しげるのニッポン幸福哀歌(エレジー)』（角川文庫、2006年7月、ISBN 9784041929124）
- 『シリーズ日本の民話[全]／怪奇幻想旅行[全]』（講談社〈水木しげる漫画大全集〉、2016年5月、ISBN 978-4-06-377559-4）